# Giorgio Moschetti
Giorgio Moschetti (Genazzano, 23 aprile 1946 – Roma, 29 marzo 2016) è stato un politico italiano.

## Biografia
Giornalista, esponente della DC andreottiana, è stato eletto senatore della Repubblica subentrando al posto del dimissionario Claudio Vitalone.
È deceduto nel 2016 dopo una lunga malattia.